# Vicolo del Piede
Vicolo del Piede är en gränd i Rione Trastevere i Rom. Gränden löper från Via della Paglia till Via della Pelliccia. 

## Beskrivning
Ursprunget till grändens namn är oklart, men det kan syfta på en fot (italienska: piede) från en antik staty; denna fot var inmurad i en byggnad vid gränden.
Vid Vicolo del Piede är den dekonsekrerade kyrkan Santa Maria della Clemenza belägen. Kyrkan uppfördes i början av 1600-talet och 1675 tog Arciconfraternita del Santissimo Sacramento kyrkan i besittning och företog en restaurering. År 1870 stängdes kyrkan, då ärkebrödraskapet ämnade bygga en ny kyrka. Inom kort inledde man arbeten med att bygga om och restaurera byggnaden. Den 10 mars 1888 öppnades kyrkan åter för offentligt mässfirande. I början av 1900-talet upplöstes dock ärkebrödraskapet och kyrkan dekonsekrerades.
I kyrkan vördades ikonen Madonna della Clemenza; den finns nu i basilikan Santa Maria in Trastevere. 
Fasadens fris har följande inskription:
VEN(ERABILIS) ARCHI(CONFRATERNITAS) SS. SACRAMENTI IN S. MARIA TRANSTYB(ERIM) ANNO IVBILEI MDCLXXV
Fasaden övre del har på sidorna voluter och putti med draperier. Idag hyser den dekonsekrerade kyrkan en restaurang.
Vid Vicolo del Piede låg tidigare biografen Pasquino som var en av få biografer i Rom som endast visade odubbade engelska och amerikanska filmer.

## Omgivningar
Kyrkobyggnader och kapell
- Santa Maria della Clemenza
- Santa Maria in Trastevere
- Santa Maria Addolorata in Trastevere

Gator, gränder och piazzor
- Via della Paglia
- Via della Pelliccia
- Via della Fonte d'Olio
- Piazza di Santa Maria in Trastevere
- Largo Fumasoni Biondi
- Piazza de' Renzi

## Bilder
| - Madonna della Clemenza. - Basilikan Santa Maria in Trastevere. - Fontana di Piazza di Santa Maria in Trastevere. |